# 꺽지속
꺽지속은 쏘가리과의 물고기이다. 동아시아 지역에만 분포하는 민물고기로 다음 네 종이 알려져 있다.
- 꺽지 (Coreoperca herzi) (Herzenstein,1896) - 한반도 남부의 고유종
- 꺽저기 (Coreoperca kawamebari) (Temminck et Schlegel,1843) - 한반도 남부와 서일본
- Coreoperca loona (Wu,1939) - 중국
- Coreoperca whiteheadi (Boulenger,1900) - 중국, 베트남